# Eurobowl XXXIII
Der Eurobowl XXXIII war die 33. Austragung des Eurobowl und zugleich die erste, bei der kein Wettbewerb voranging. Lediglich Potsdam und Amsterdam nahmen am Kampf um den Eurobowl teil, so dass direkt das Finale ausgetragen wurde. Die Potsdam Royals gewannen vor heimischer Kulisse gegen die Amsterdam Crusaders und sicherten sich somit ihren ersten Eurobowl-Titel. Zum MVP wurde der deutsche Quarterback Paul Zimmermann von den Royals gekürt. Es war der sechste Titel in Folge für ein deutsches Team.

## Scoreboard
|                         |                                |  | Eurobowl XXXIII |                           |                     |  |                                          |
|                         | Potsdam 8. Juni 2019 18:00 Uhr |  | Potsdam Royals  | \| \| 62 : 12 \| \| \| \| | Amsterdam Crusaders |  | Stadion Luftschiffhafen Zuschauer: 2.300 |
| (28:0, 14:0, 13:6, 7:6) | Potsdam 8. Juni 2019 18:00 Uhr |  | Potsdam Royals  |                           | Amsterdam Crusaders |  | Stadion Luftschiffhafen Zuschauer: 2.300 |
|                         | 62 : 12                        |  |                 |                           |                     |  |                                          |
|                         |                                |  |                 |                           |                     |  |                                          |